# Río Vel

La cuenca del río Dvina del Norte

El Vel (en ruso: Вель) es un río situado en los distritos de Konoshsky y Velsky de la provincia de Arcángel, en Rusia. Es un afluente izquierdo del Vaga. Tiene una longitud de 223 kilómetros y una cuenca de 5.390 kilómetros cuadrados. Su caudal medio (medido en el pueblo de Balamutovskaya, a una docena de kilómetros aguas arriba de la desembocadura del Vel) es de 47,7 metros cúbicos por segundo. Sus principales afluentes son el Podyuga y el Shonosha (ambos a la izquierda).
El Vel nace en los pantanos al sur del asentamiento urbano de Konosha. Fluye hacia el noreste, luego gira hacia el sureste, y alrededor del pueblo de Bolshaya Gora acepta dos afluentes por la derecha, el Votchitsa y el Tavrenga, y gira hacia el noreste. Entra en el distrito de Velsky, y tras el asentamiento de Solginsky gira bruscamente hacia el noroeste, hasta la confluencia con el Podyuga. A partir de este punto, el Vel fluye hacia el norte, acepta el Shonosha en la localidad de Ust-Shonosha y gira hacia el este. En Shunems gira hacia el sureste. La ciudad de Velsk está situada en la confluencia del Vel con el Vaga.
El Vel se utilizó para las maderadas hasta la década de 1990.